# 石賀淨
石賀淨（：／ Seok Ha Jung */?，1985年1月11日—），本名石磊，女，辽宁鞍山人，韩国乒乓球运动员。她在2000年加入韩国大韩航空俱乐部，並在2007年取得韩国籍，開始代表韩国出战國際大赛。

## 簡歷

### 早年及出道
石磊出生于辽宁鞍山一个体育世家，父亲是乒乓球运动员，母亲則是游泳选手；而她的姑姑更是鞍山乒乓球教练石海梅。石磊自小就在鞍山练习乒乓球，在下了3年扎实的基本功後，便往辽宁省体校繼續受訓了4年；直至1997年，12岁的她被安排从辽宁乒乓球二队下来，一下子便停训了一个月，姑姑为了让侄女繼續打乒乓，遂联系山东伟民俱乐部，讓她到那邊打球，师从庄家富；可是過了三年，她还是没什么成绩。

### 韩国生涯
1999年，前中國乒乓球手、後嫁到韩国的焦志敏随丈夫到济南，希望引进一批有潜质的球手到韩国留学，期間便發掘了石磊；在經歷一番思量，她終於决定遠赴韩国繼續個人的乒乓球事業。
2000年4月6日，石磊抵達韩国，未幾便通过学校比赛，被大韩航空俱乐部队選中成为队员。俱乐部原來承諾三个月後可以讓她入籍，然后就可以参加比赛；但三个月后，卻说因為她年纪太小，需要三年才能入籍。於是，她在這三年間就只待在俱乐部專心训练，可是三年期满後，俱乐部又告诉她需要五年才能入籍。直到五年後，韩国當局對入籍要求又再提升，石磊於是又在韩国待了两年。在这七年期間，石磊因入籍問題一直不能参加比赛，只能依靠自觉堅持训练，苦等機會。
2007年初，石磊終获准参加韩国入籍考试，她用了三个月准备，一次就合格了。半年後，她拿到韩国护照，正式取得韩国籍，並改名石賀淨。

### 重返賽場
剛取得護照的石賀淨正好赶上2007年10月底舉行的韩国奥运集训队的选拔赛，她更為此特地准备了两个多月。然而，由於选拔赛规定每支俱乐部只能推荐一名选手参赛，俱乐部比赛前3天才決定把名額給了較年長的唐娜，這令石贺净大受打擊，還哭了一整夜。後來，唐娜在北京奥运会中为韩国队贏得了女团铜牌，但此后卻因伤休养了一段很长的时间；石賀淨憑這机会，在仅仅两年间於韩国国内选拔赛打出名堂，至2009年，更一口氣取得三项国内选拔赛的第一名。
2009年底，25岁的石賀淨初次代表韩国參加团体赛，出戰香港舉行的东亚运动会，此後又參加了亚洲杯乒乓球賽。
2010年初，石賀淨在迪拜舉行的世界乒乓球团体錦標赛中，就曾以3比2击败中国的李晓霞，首胜中国對手的戰績令韩国教練對她信心大增。及至11月，她代表韓國出戰廣州亞運會乒乓球比賽，參加女子雙打（夥拍：楊合恩）、混合雙打（夥拍：李廷祐）及團體項目；其中，她在女团半决赛中，首次被安排在1号单打的位置上，更以3比2擊敗刘诗雯，最終助韩国贏得了女團項目銅牌。
2012年8月，石賀淨代表韓國出戰英國倫敦舉行的奥林匹克运动会乒乓球比賽女子團體項目。在半决赛中，韓國隊遇上中國隊，教練再次安排石賀淨擔任1号单打；結果，她以0比3（6-11、6-11、10-12）負於新科奥运会女单冠军李晓霞，韓國亦以大分0比3落敗，無緣決賽。